# Catharina Burea
Ej att förväxlas med Katarina Bure
Catharina Burea, född 1601, död 1678, var en svensk översättare. 

## Biografi
Catharina Bureas föräldrar var Margareta Bäng och Johannes Thomæ Bureus (Johan Bure), lärare till Gustav II Adolf. Hon gifte sig med sin fars elev, antikvarien Johan Henriksson Axehielm 1629. Hon var elev till Olof Laurelius och professor Jonas Columbus. Hon översatte Matthias Hafenreffer, Loci theologici, som gavs ut 1612 och som för hundra år framåt blev ett standardverk inom svensk undervisning. Hon ska ha varit korrespondent till bland andra Wendela Skytte.
Catharina Burea inkluderades i uppslagsverket över bemärkta kvinnor: "Gynæceum Sveciæ Litteratum eller Anmärkningar om Lärda och Namnkunniga Swenska Fruentimmer" i: Stockholms Magazin" av Anders Anton von Stiernman 1780.